# Banu Jalaf
Los Banu Jalaf fueron una familia que gobernó las coras de Huesca y Barbitaniya de la Marca Superior de al-Ándalus. Jalaf ibn Rashid se hizo con el control de Barbastro en el año 802 y seguidamente se apoderó  también de Huesca, gobernando las dos coras hasta su muerte alrededor del año 862. Posteriormente la familia perdió el control de Huesca y el hijo de Jalaf, Abd Allah ibn Jalaf, gobernó únicamente la Barbitaniya veintiún años más. 